# Cibercidadania

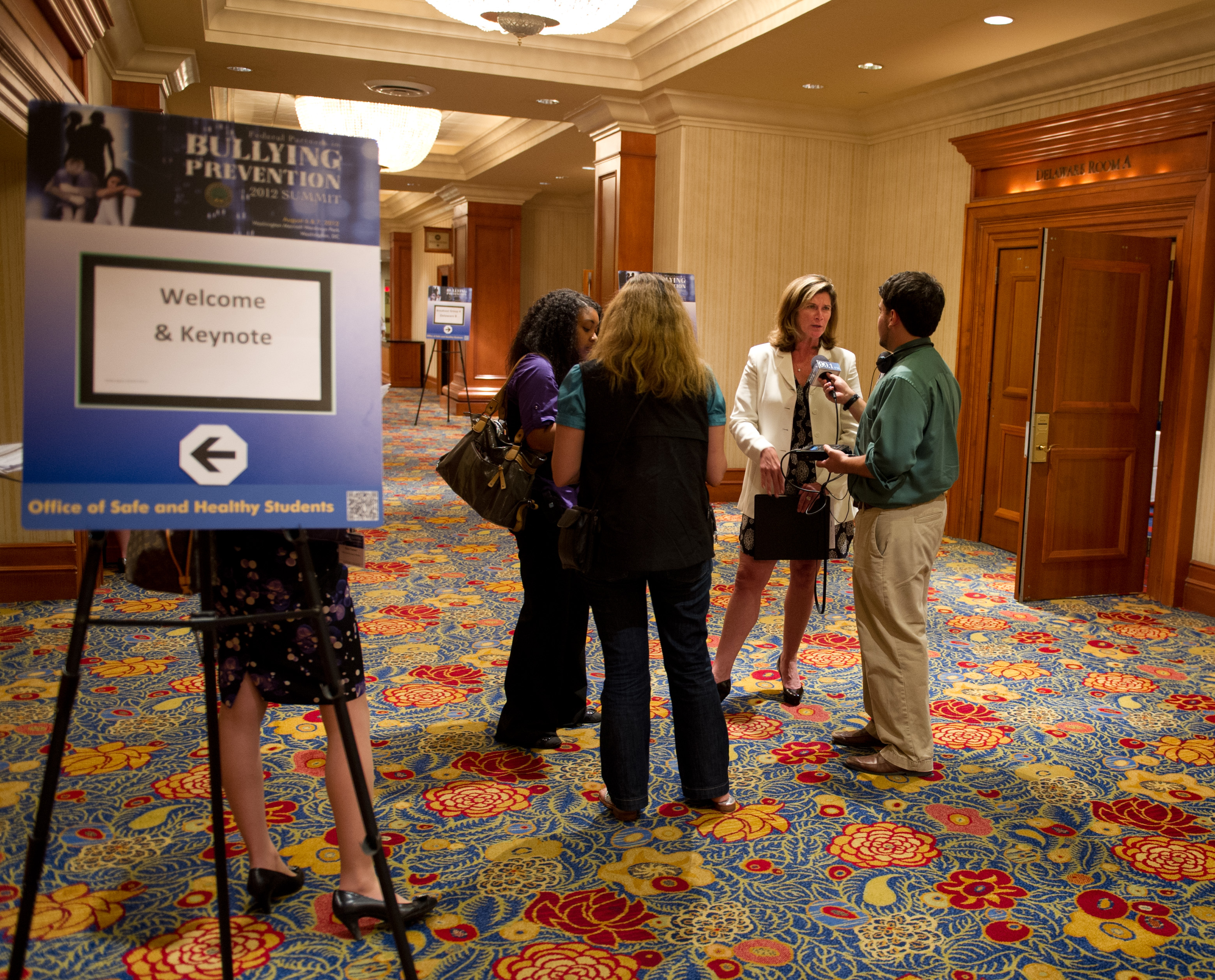
Cimeira de federação anual para a prevenção do bullying.

A cibercidadania é uma nova forma que administradores públicos utilizam para realizar ampla disponibilização  de  informações  de  interesse  coletivo em rede aos cidadãos, Contudo cibercidadania não necessariamente ocorre apenas por meios de ferramentas tecnológicas, a mesma também acontece por meios de contato entre o cidadão e as instituições governamentais. Como consequência há uma melhoria significativa da relação de reciprocidade entre a estado e os cidadãos.